# Жук, Сергей Иванович
Сергей Иванович Жук (род. 18 декабря 1958 Ватутино) — советский и американский историк, доктор исторических наук, профессор, доктор философии по философии (США), исследователь социальной истории колонии Нью-Йорк, и новой Англии, преподаватель американских университетов.

## Биография
Родился 1958 года в городе Ватутино. В 1981 году окончил исторический факультет Днепропетровского государственного университета имени 300-ия воссоединения Украины с Россией. В 1986 году служил офицером резервистом в Чернобыльской зоне.
С 1986 по 1997 год работал преподавателем кафедры всемирной истории в Днепропетровском университете.
В 1987 году защитил кандидатскую диссертацию на тему: Социальные противоречия в колонии Нью-Йорк, 1664—1712. Научный руководитель Николай Николаевич Болховитинов.
В 1996 году защитил докторскую диссертацию на тему: «Серединные колонии (Нью-Йорк, Нью-Джерси и Пенсильвания) в контексте социокультурной истории ранней Америки», в 1997 году эмигрировал в США, в 2002 году там защитил докторскую диссертацию, преподает в Колумбийском университете колониальную историю, советскую и русскую историю в Пенсильванском университете.
В 2016 году получил постоянною должность профессора в университете Бола в Индиане.

## Работы
- Традиционализм против капитализма: Социальная история ранней Америки. — Днепропетровск: Изд-во ДГУ, 1992. — 96 с.
- Смешение и параллельная адаптация культур: Начало колонизации среднеатлантического региона США. — Днепропетровск: Изд-во ДГУ, 1993. — 88 с.
- От «внутреннего света» к «новому Ханаану»: Квакерское общество «срединных» колоний. — Днепропетровск: Изд-во ДГУ, 1995. — 89 с.
- Russia’s Lost Reformation: Peasants, Millennialism, and Radical Sects in Southern Russia and Ukraine, 1830—1917. — Washington, D.C.: Woodrow Wilson Center Press, and Baltimore, MD: Johns Hopkins University Press, 2004. — 480 p.
- Rock and Roll in the Rocket City. The West, Identity, and Ideology in Soviet Dniepropetrovsk, 1960—1985. — Washington, D.C.: Woodrow Wilson Center Press, and Baltimore, MD: The Johns Hopkins University Press, 2010 (Paperback edition: 2017). — 464 p.
- Nikolai Bolkhovitinov and American Studies in the USSR. People’s Diplomacy in the Cold War. — Lanham, MD: Rowman & Littlefield: Lexington Books, 2017. — 294 p.
- Soviet Americana: The Cultural History of Russian and Ukrainian Americanists. — London and New York: I.B. Tauris, 2018. — 352 p.
- KGB Operations against the USA and Canada in Soviet Ukraine, 1953—1991. New York:Routledge Histories of Central and Eastern Europe, 2022.